# 54 Ceti
54 Ceti è la tradizionale nomenclatura di Flamsteed attribuita a una stella bianca di sequenza principale di magnitudine 5,93 situata però nella costellazione dell'Ariete.
È nota anche con le designazioni HR 534, HD 11257 o SAO 92659.
Dista 137 anni luce dal sistema solare.

## Osservazione
Si tratta di una stella situata nell'emisfero celeste boreale; grazie alla sua posizione non fortemente boreale, può essere osservata dalla gran parte delle regioni della Terra, sebbene gli osservatori dell'emisfero nord siano più avvantaggiati.
La sua magnitudine pari a 5,92 fa sì che possa essere visibile solo difficilmente ad occhio nudo, meglio se con un buon binocolo, però solo sotto un cielo sufficientemente libero dagli effetti dell'inquinamento luminoso.
Il periodo migliore per la sua osservazione nel cielo serale ricade nei mesi compresi fra ottobre e febbraio; da entrambi gli emisferi il periodo di visibilità rimane indicativamente lo stesso, grazie alla posizione della stella non lontana dall'equatore celeste.

## Caratteristiche fisiche ed orbitali
L'abbondanza di ferro di 54 Ceti è -0,26 (55,0% del Sole).
Essa orbita intorno al nostro Centro galattico muovendosi con una velocità media di 18,2 km/s rispetto al Sole, ad una distanza compresa fra i 23.800 e i 40.500 anni luce dal centro della Galassia.
La sua velocità radiale positiva ci suggerisce che si sta allontanando dal nostro sistema solare: Essa raggiunse la minima distanza da noi 1,3 milioni di anni fa, quando brillava di magnitudine 5,48 e distava 112 anni luce.
Si ritiene che possa essere una stella binaria e presenta delle linee di assorbimento assottigliate, da cui la lettera s nella classe spettrale. Si tratta anche di una sospetta stella variabile non ben specificata, con magnitudine che varia tra 5,93 e 5,97
Si sospetta che possa essere un membro della Associazione stellare dell'Orsa Maggiore, che ha un'età di circa 500 ± 100 milioni di anni.

## Occultazioni
Per la sua posizione prossima all'eclittica, è talvolta soggetta ad occultazioni da parte della Luna e, più raramente, dei pianeti, generalmente quelli interni.
L'ultima occultazione lunare avvenne il 4 marzo 2014